# 美女木
美女木（びじょぎ）は、埼玉県戸田市の地名。現行行政地名は美女木一丁目から美女木八丁目及び大字美女木。住居表示未実施地区。郵便番号は335-0031（蕨郵便局管区）。

## 地理
戸田市北西部の沖積平野（荒川低地）に位置する。荒川東側の低地にあたる。北でさいたま市南区内谷、北東で美女木北、東で美女木東、南で笹目、南西で下笹目・和光市下新倉・新倉、西で戸田市内谷と隣接する。この西辺の戸田市内谷との境界付近の彩湖周辺で複雑な境界を持つ飛地群が形成されている。
美女木としては幸魂大橋東詰に内谷に囲まれた二つの飛地と、荒川と彩湖に囲まれた部分に北から南東にかけて内谷、南で和光市新倉、西で朝霞市下内間木と隣接する飛地を持つ。

### 河川・湖沼
- 荒川 (関東)
- 彩湖
- 荒川左岸排水路

### 地価
住宅地の地価は2017年（平成29年）1月1日の公示地価によれば美女木1丁目28番地11の地点で17万6000円/m2となっている。

## 歴史

### 地名の由来
美女木は、中世の室町期は足立郡の佐々目郷（笹目郷）に属しており、正応6年（1293年）以降、佐々目郷は鶴岡八幡宮に寄進された土地で、条里制や鶴岡八幡宮の造営・修復にかかわる地名が小字などに多く残っており、美女木は、流鏑馬による「飛射騎（びしゃき）」の呼称が年とともに変化した呼称であるとする説がある。また、江戸時代に編纂された『新編武蔵風土記稿』の美女木村の項には、「もと上笹目と云いしが、古へ京師より故ありて美麗の官女数人、当所に来り居りしことあり、其頃近村のもの当村をさして美女来とのみ呼しにより、いつとなく村名の如くなりゆきて」と記されており、旧名が上笹目であり、昔、京都から訳あって、美しい官女数人がこの地に来たことがあり、近くの村の人が当村を「美女来」と呼んだことが村名の由来とする説を「いとおぼつかなき説なれども」と記し、疑問を呈しながらも紹介している。また、「ビジョ」は、泥濘（ぬかるみ）を意味し、低湿地を指していることが地名の由来とする説もある。

### 沿革
- 江戸期は足立郡の笹目領に属する美女木村であった[6]。
- はじめは幕府領、正保年間（1645年〜1648年）より幕府領および旗本松平新九郎と宮崎備前守の相給による知行地[6]。
- 幕末時点では足立郡美女木村であった。明治初年の『旧高旧領取調帳』の記載によると、代官大竹左馬太郎支配所が管轄する幕府領であった。八幡社や妙厳寺の寺社領も存在した[9]。
- 1868年（慶応4年）6月19日 - 旧幕府領が武蔵知県事・山田政則（忍藩士）の管轄となる[10]。
- 1869年（明治2年） 
  - 1月13日 - 武蔵知県事・宮原忠英の管轄区域に大宮県を設置、同県の管轄となる。県庁は東京府馬喰町に置かれる。
  - 9月29日 - 県庁が浦和に置かれ浦和県に改称。
- 1871年（明治4年）11月13日 - 第1次府県統合により埼玉県の管轄となる。
- 1879年（明治12年）3月17日 - 郡区町村編制法により成立した北足立郡に属す。郡役所は浦和宿に設置。
- 1889年（明治22年）4月1日 - 町村制施行に伴ない、美女木、内谷、曲本、松本新田の三箇村一新田が合併し、美谷本村が成立。美女木は美谷本村の大字美女木となる。
- 1943年（昭和18年）4月1日 - 笹目村との合併によって美笹村が成立し、美笹村の大字となる。
- 1957年（昭和32年）7月20日 - 美笹村が戸田町に編入合併され、戸田町の大字となる。
- 1965年（昭和40年） - 笹目・美女木地区で西部区画整理事業が開始。
- 1966年（昭和41年）10月1日 - 市制施行により戸田市の大字となる。
- 1983年（昭和58年）11月30日 - 戸田市大字美女木の大部分と大字下笹目の一部から美女木一丁目〜八丁目が成立[11]。
- 1987年（昭和62年）4月22日 - 大字美女木の一部から美女木東が成立[11]。同日大字美女木の一部が笹目北町に編入。
- 2019年（平成31年）3月6日 - 美女木四丁目の美笹交番が美女木二丁目に移転し、美女木交番に改称される。
- 2021年（令和3年）11月1日 - 大字美女木の字向田から美女木北一〜三丁目が成立、外環道より南は美女木東一丁目に編入。同時に字外仲田は美女木一丁目に編入[12]。これにより大字美女木は堤外地のみに残る。

## 世帯数と人口
2023年（令和5年）1月1日現在の世帯数と人口は以下の通りである。
| 丁目・大字   | 世帯数    | 人口    |
| ------------ | --------- | ------- |
| 美女木一丁目 | 1,431世帯 | 2,806人 |
| 美女木二丁目 | 1,024世帯 | 2,305人 |
| 美女木三丁目 | 276世帯   | 550人   |
| 美女木四丁目 | 329世帯   | 617人   |
| 美女木五丁目 | 262世帯   | 604人   |
| 美女木六丁目 | 258世帯   | 627人   |
| 美女木七丁目 | 471世帯   | 984人   |
| 美女木八丁目 | 459世帯   | 1,019人 |
| 大字美女木   | － 世帯   | － 人   |
| 計           | 4,510世帯 | 9,512人 |

## 小・中学校の学区
市立小・中学校に通う場合、学区（校区）は以下の通りとなる。
| 丁目・大字   | 番地 | 小学校               | 中学校             |
| ------------ | ---- | -------------------- | ------------------ |
| 美女木一丁目 | 全域 | 戸田市立美谷本小学校 | 戸田市立美笹中学校 |
| 美女木二丁目 | 全域 | 戸田市立美女木小学校 | 戸田市立美笹中学校 |
| 美女木三丁目 | 全域 | 戸田市立美女木小学校 | 戸田市立笹目中学校 |
| 美女木四丁目 | 全域 | 戸田市立美女木小学校 | 戸田市立笹目中学校 |
| 美女木五丁目 | 全域 | 戸田市立美谷本小学校 | 戸田市立美笹中学校 |
| 美女木六丁目 | 全域 | 戸田市立美谷本小学校 | 戸田市立美笹中学校 |
| 美女木七丁目 | 全域 | 戸田市立美谷本小学校 | 戸田市立美笹中学校 |
| 美女木八丁目 | 全域 | 戸田市立美谷本小学校 | 戸田市立美笹中学校 |
| 大字美女木   | 全域 | －                   | －                 |

## 交通
地内に鉄道は敷設されていない。最寄り駅はJR東日本埼京線北戸田駅だが、美女木1丁目28番地11の地点よりおよそ2.4 km離れている。

### 道路
高速道路・首都高速
- 東京外環自動車道・首都高速5号池袋線・首都高速埼玉大宮線
  - 美女木ジャンクション
- 東京外環自動車道
  - 戸田西インターチェンジ

国道
- 国道17号新大宮バイパス
- 国道298号

主要地方道・一般県道
- 埼玉県道79号朝霞蕨線

市道
- 美笹西通り

### 一般路線バス
- 国際興業バス

## 地域

### 公園・緑地
- 重瀬公園（1丁目）
- 美女木公園（2丁目）
- 外仲田公園（2丁目）
- 新田公園（3丁目）
- 薮雨公園（3丁目）
- 砂場公園（4丁目）
- 美笹公園（5丁目）
- 修行目公園（6丁目）
- 堀之内公園（7丁目）
- 番匠免公園（8丁目）

### 寺社・史跡
- 法輪山安養寺（1丁目） - 北足立八十八箇所のひとつ
- 山王神社（1丁目）
- 新田第六天神社（1丁目）
- 妙厳寺（2丁目）
- 美女木薬師堂（3丁目）
- 稲荷神社（6丁目）
- 美女木八幡社・氷川神社（7丁目）
- 三宝山徳祥寺（7丁目） - 北足立八十八箇所のひとつ
- 帝稲荷神社（7丁目）

### 施設
1丁目
- 戸田ひまわり幼稚園
- 美女木1丁目会館

2丁目
- 戸田市立美女木小学校
- 戸田美女木郵便局
- 蕨警察署美女木交番 - 元蕨警察署美笹交番
- あけぼの保育園
- あけぼの第2保育園
- 美女木2丁目会館

3丁目
- 美女木交通管理所
- 美女木3丁目会館

4丁目
- 埼玉県立南稜高等学校
- あすなろ学園
- 戸田市立市民医療センター
- 美女木4丁目会館
- 蕨警察署美笹交番 - 2丁目に移転される。

5丁目
- 戸田市役所美笹支所
- 戸田市立美笹中学校
- 美女木5丁目会館

6丁目
- 美女木6丁目会館

7丁目
- 戸田市立美谷本小学校
- 美女木7丁目会館

8丁目
- 戸田市水と緑の公社 - 旧戸田市公園緑地公社
- 美女木8丁目会館
- ヤクルトスワローズクラブハウス

大字
- 荒川水循環センター（一部） - 住所は笹目5丁目にある
- 荒川水循環センター上部公園
- 東京ヤクルトスワローズ戸田球場 - 東京ヤクルトスワローズ2軍練習場

美女木北1丁目
- 蕨戸田衛生センター
- 向田会館